# Franz Courtens
Baron Franciscus Eduardus Maria (Franz) Courtens (Dendermonde, 4 februari 1854 – Sint-Joost-ten-Node, 2 januari 1943) was een Vlaams kunstschilder.

## Levensloop
Courtens werd geboren in Dendermonde als zoon van een schipper die handel in oliën dreef tussen Antwerpen en Dendermonde. Van zijn vader kreeg hij maar met moeite de toelating om zich in te schrijven bij de plaatselijke Koninklijke Academie voor Schone Kunsten, waar hij les kreeg van onder anderen Isidore Meyers, Jacques Rosseels en Frans Vinck. Hij studeerde daarna in 1873 aan de academie van Antwerpen en in het vrije atelier La Patte de Dindon op de Grote Markt van Brussel.
Hij trok op twintigjarige leeftijd naar Brussel. Hij vestigde zich in 1874 in Sint-Joost-ten-Node, maar was later ook vaak in Genk en de Limburgse Kempen, Ukkel, Laken, langs de Belgische kust en in Haarlem te vinden. Zijn ontmoeting met Hippolyte Boulenger en de School van Tervuren bracht hem ertoe eerder een schilder in de vrije natuur te zijn dan een  academisch schilder. Courtens voegde zich bij een kring van progressieve kunstenaars zoals Henry Stacquet (1838–1906), Victor Uytterschaut (1847–1917) en Périclès Pantazis, die eveneens bewondering hadden voor de schilders van de School van Barbizon.
In het begin van jaren 1880 werkte Courtens samen met Guillaume Vogels en Isidore Verheyden.
Al van het begin had hij, als realist commercieel succes met zijn tekeningen en schilderijen van  landschappen en dieren.  Zijn schilderijen geven ons in een eigen stijl, met zware borsteltrekken of met een stralend palet, een beeld van Vlaanderens platteland in het verleden. Zij hebben hierdoor een historische waarde. Hij schilderde ook bloemstukken, genrestukken, marines en vissers op het strand. Hij streefde kleureffecten na en had een voorkeur voor groen en goudkleuren. Hij had een fotografisch zicht op het landschap voor hem, maar evolueerde later naar een bredere en een meer synthetische expressie van deze indrukken. Dit maakt hem in zekere zin een voorloper van de Latemse Scholen.
Zijn schilderij "Mosselboot" (1883) (nu in de Staatsgalerie in Stuttgart) was zijn eerste grote succes en werd geprezen door het tijdschrift "L'Art Moderne" (9 september 1883). Hij bleef daarna in dezelfde stijl schilderen. Hij verwierf een grote internationale faam. Hij won de gouden medaille van de Internationale Koloniale en Uitvoerhandel Tentoonstelling in Amsterdam en de Grote Prijs van de Wereldtentoonstelling van 1889 in Parijs.
Hij gaf vanaf 1903 les aan het NHISKA  te Antwerpen , waar hij onder andere les gaf aan Floris Jespers en de cartoonist George van Raemdonck. Hij werd in 1904 lid van de Koninklijke Academie. Vanaf 1907 schilderde hij regelmatig in het park van Laken op invitatie van de Koninklijke Familie. In 1922 verkreeg hij de titel van baron, toegekend door koning Albert I.
Hij wordt door kunstcritici en zijn tijdgenoten beschouwd als de voornaamste proponent van de overgang van het Realisme naar het impressionisme en hij werd soms de "Rubens van de landschapschilders" genoemd. Hij wordt beschouwd als de leider van de Dendermondse School, maar zelf had hij grote bewondering voor de School van Tervuren en wilde niet beschouwd worden als leider van een of andere artistieke beweging.
In 1932 werd er in het Paleis voor Schone Kunsten in Brussel een grote  retrospectieve tentoonstelling gehouden.
Zijn zoon Alfred Courtens (1889-1967), een beeldhouwer, vervaardigde in 1950 een bronzen buste van zijn vader die nu (2004), na een paar omzwervingen, in Dendermonde in de vroegere Scheldestraat, herdoopt in Franz Courtensstraat, is te zien. Een andere zoon Hermann Courtens (1884-1956) werd eveneens kunstschilder. Hij is de grootvader van de kunstschilders Pierre Courtens (1921-2004) en Jacques Courtens (1926-1988). Franz' jongste zoon Antoine Courtens was architect.
De kunstschilders Floris Jespers, Firmin Verhevick (1874-1962), Julien Célos (1884-1953), en Franz Callebaut (1856-1930) zijn enkelen van zijn bekendste leerlingen.
Er is veel werk van hem terug te vinden in musea: 
- België: Antwerpen (Koninklijk Museum voor Schone Kunsten), Brussel (Koninklijk Museum voor Schone Kunsten en Charliermuseum, Dendermonde, Doornik, Gent, Luik, Tienen, koninklijk paleis te Brussel
- Duitsland: Berlijn, Maagdenburg, München, Saksen-Anhalt
- Hongarije: Boedapest
- Tsjechië: Praag
- Australië: Melbourne

## Galerij

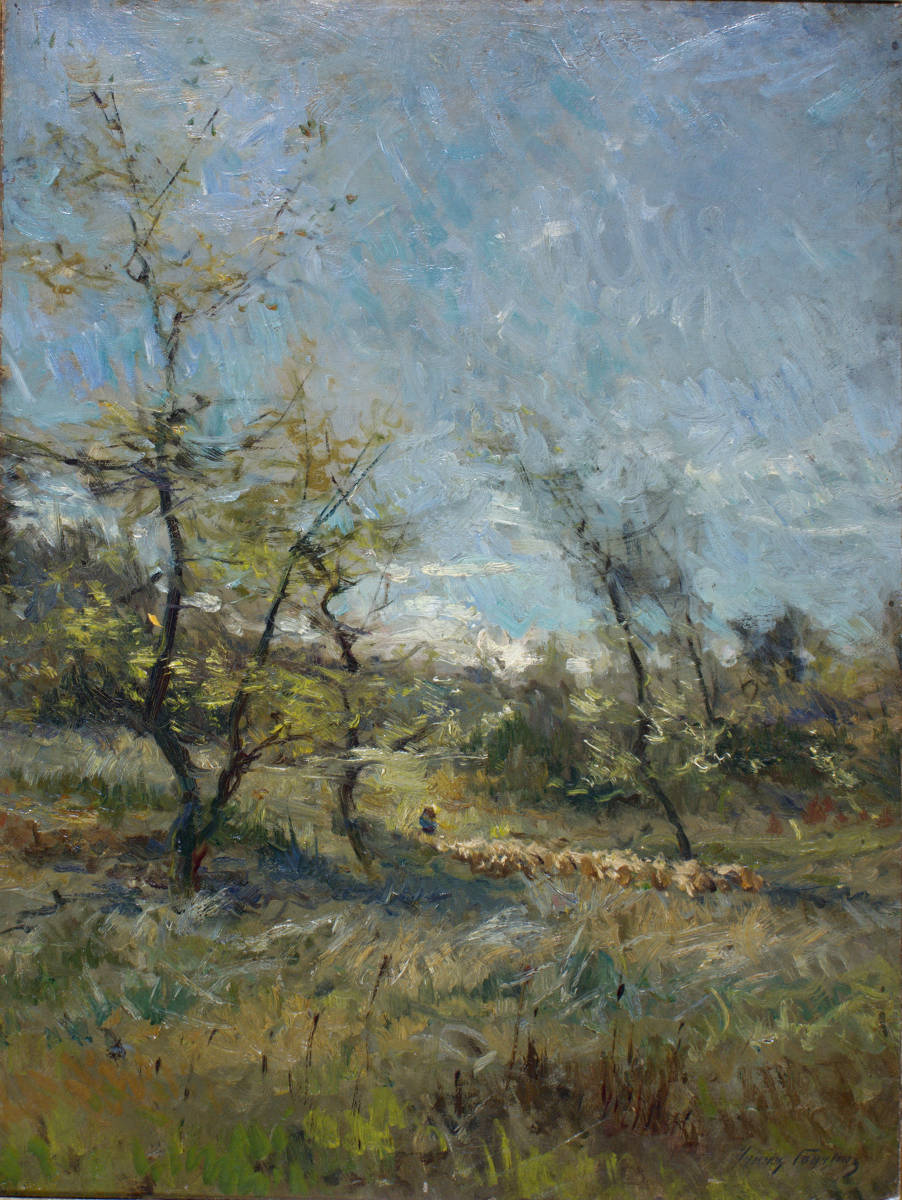
Kudde in de Kempen, ca. 1901
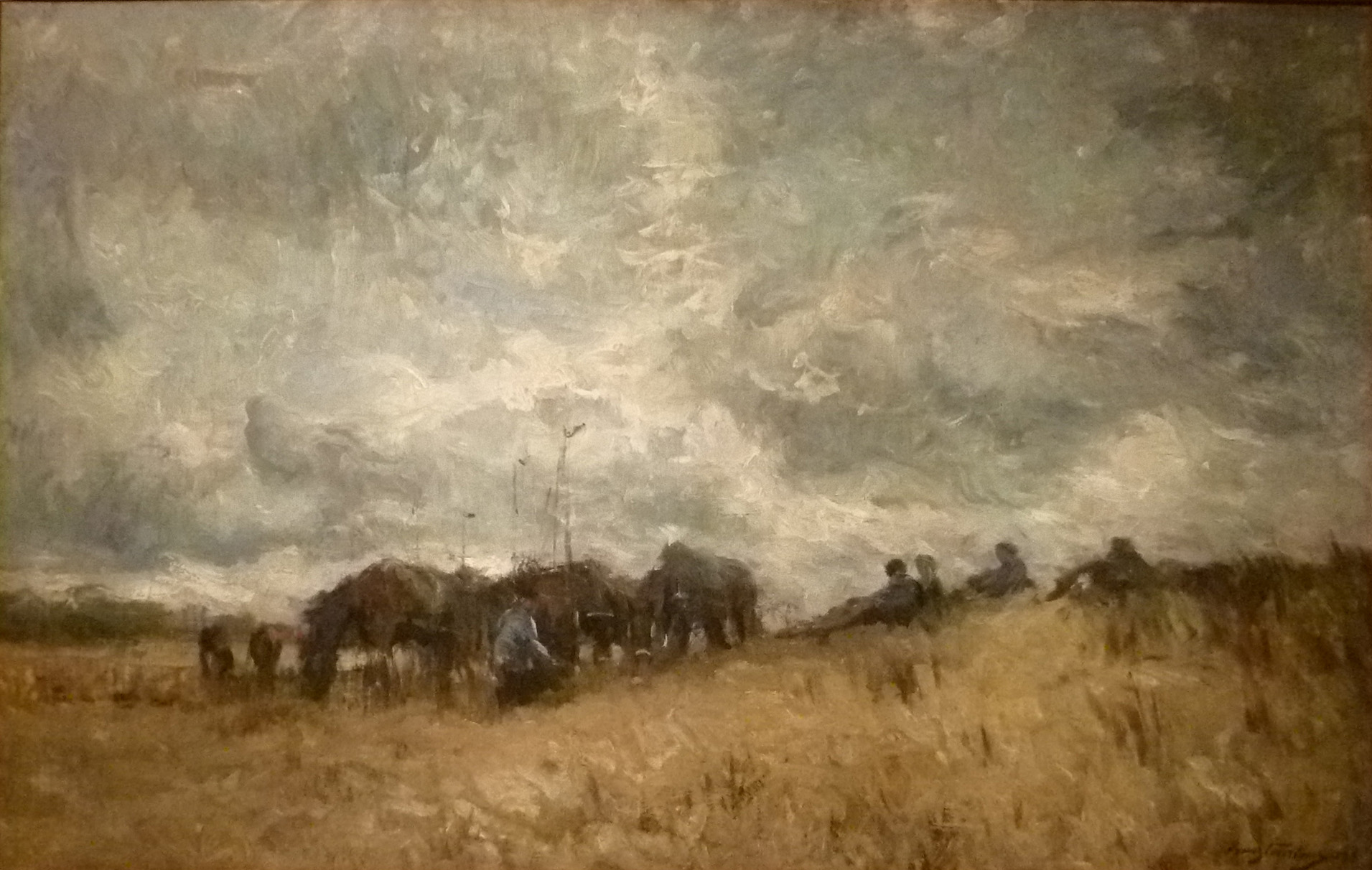
Rust in het duin, laatste schilderij van de kunstenaar 1935
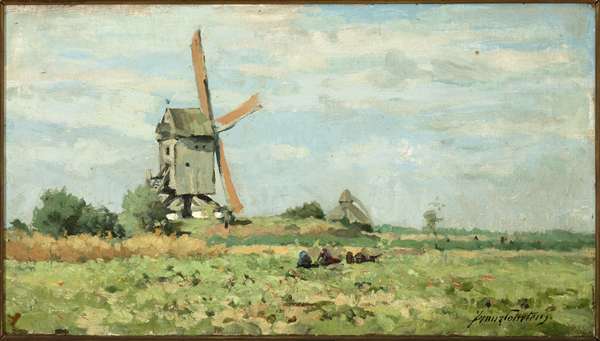
Landschap met molen
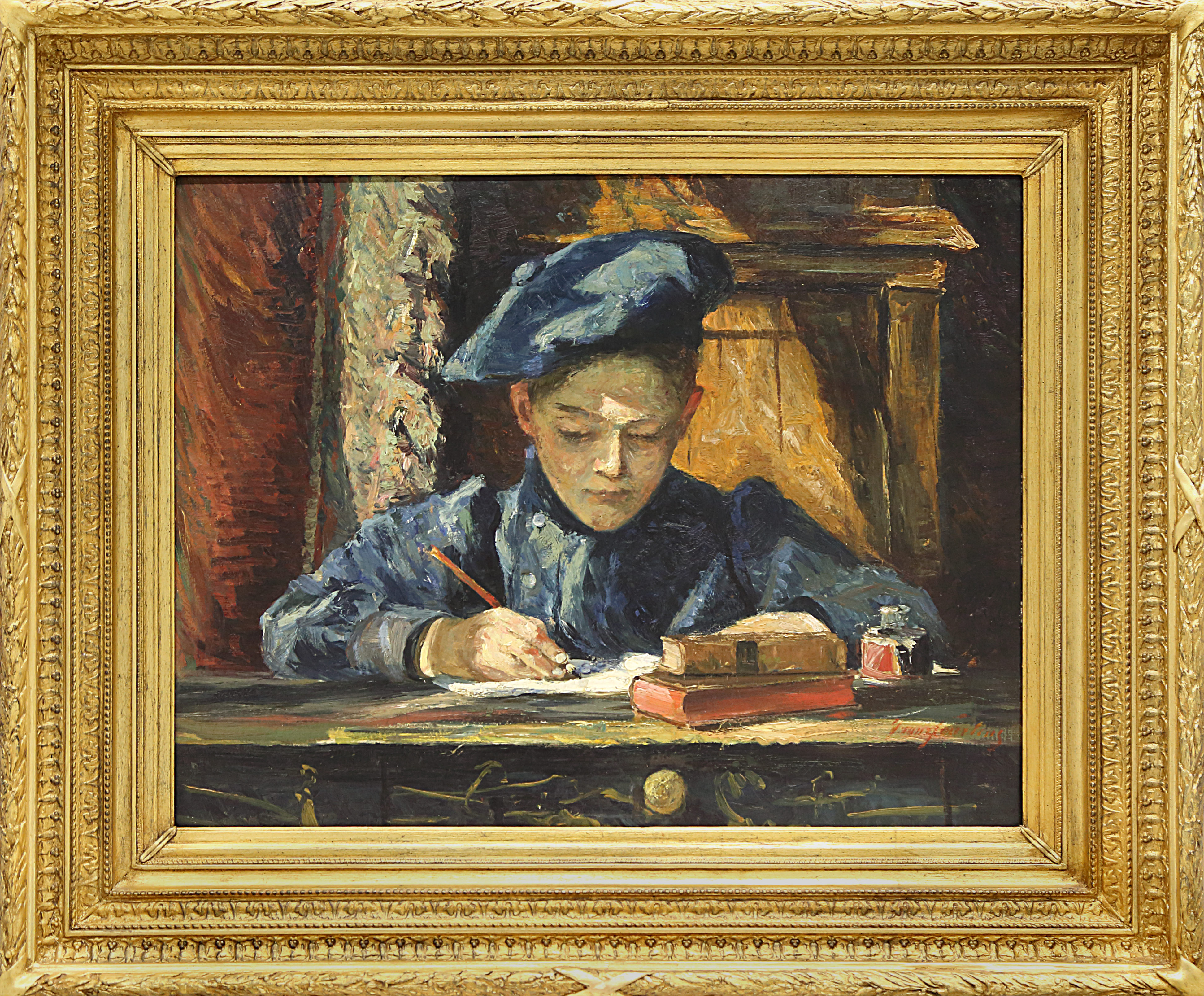
Le jeune étudiant